# Sorin Frunză
Sorin Frunză (* 29. März 1978 in Galați) ist ein ehemaliger rumänischer Fußballspieler. Der Mittelfeldspieler bestritt insgesamt 159 Spiele in der Liga 1. In der Saison 2008/09 gewann er mit Unirea Urziceni die rumänische Meisterschaft.

## Karriere
Sorin Frunză begann seine Karriere in seiner Heimatstadt Galați bei Dunărea Galați, das seinerzeit in der Divizia B (heute Liga II) spielte. Ende 1998 wechselte er innerhalb der Liga zu Cimentul Fieni. Der Klub verpasste am Ende der Saison knapp den Aufstieg in die Divizia A (heute Liga 1). In seiner zweiten Saison kam er in Fieni nicht mehr regelmäßig zum Einsatz und wechselte in der Winterpause 1999/2000 zum Ligakonkurrenten Politehnica Timișoara, geriet dort aber in Abstiegsgefahr und schaffte knapp den Klassenverbleib. Anschließend wechselte Frunză zu Jiul Petroșani, das ebenfalls in der Divizia B spielte. Dort gelang ihm der Durchbruch, spielte aber auch gegen den Abstieg in die Divizia C.
Im Jahr 2002 wechselte Frunză zum ambitionierten FC Vaslui in die Divizia C. Mit Vaslui stieg er ein Jahr später in die Divizia B auf und verpasste im Jahr 2004 den Durchmarsch als Zweitplatzierter hinter Politehnica Iași. Da er in Vaslui nicht nur Stammspieler war, sondern auch durch seine Treffsicherheit auffiel, wechselte er in die Divizia A zu Universitatea Craiova. Dieser Wechsel verlief nicht zufriedenstellend, da er sich mit Uni Craiova am Tabellenende wiederfand. So kehrte er schon nach einem halben Jahr nach Vaslui zurück und schaffte mit seinem neuen Klub im Jahr 2005 schließlich den Aufstieg.
Sowohl in der Saison 2005/06 als auch 2006/07 kam Frunză nur selten zum Einsatz und wurde in der Winterpause schließlich in die Liga II an den FC Botoșani ausgeliehen. Nach seiner Rückkehr wurde er in der Saison 2007/08 zum Stammspieler. Dadurch wurden die Spitzenteams auf ihn aufmerksam und er wechselte im Jahr 2008 zu Unirea Urziceni, wo er mit der Meisterschaft 2009 seinen ersten Titel gewinnen konnte. In der folgenden Spielzeit folgte die Vizemeisterschaft und das Erreichen des Pokalfinals.
Ende August verließ Frunză Urziceni und spielte seitdem für den Ligakonkurrenten Rapid Bukarest. Dort konnte er sich in der Saison 2010/11 für die Europa League qualifizieren. Anschließend wechselte er zu Oțelul Galați. Nach einem Jahr schloss er sich dem Zweitligisten CF Brăila an. Dort beendete er im Sommer 2014 seine aktive Laufbahn.

## Erfolge
- Rumänischer Meister: 2009
- Rumänischer Vizemeister: 2010
- Rumänischer Pokalfinalist: 2010
- Aufstieg in die Liga 1: 2005
- Aufstieg in die Liga 2: 2003